# Sharmell Sullivan-Huffman
Sharmell Sullivan-Huffman (Gary (Indiana), 2 november 1970) is een Amerikaans professioneel worstelaarster en valet die actief was in de World Championship Wrestling (WCW), World Wrestling Entertainment (WWE) en Total Nonstop Action Wrestling (TNA) onder ring naam Queen Sharmell.
Ze is getrouwd met Booker Huffman (bekend als Booker T en King Booker) in maart 2005.

## In worstelen
- Finishers
  - DDT - WCW
  - Modified spinning side slam - WWE
  - Schoolgirl - TNA
  - Spinning delayed scoop slam - WCW

- Signature moves
  - Bridging roll-up - WCW
  - Camel clutch
  - Eye rake
  - Low blow
  - Running crossbody
  - Sharmell-bow (Handspring back elbow smash)
  - Slap

- Worstelaars managed
  - Booker T
  - Kwee Wee
  - The Artist
  - Meng
  - Derrick King
  - Jason Lee

## Kampioenschappen en prestaties
- Miss Black America
  - Miss Black America (1991)

- Wrestling Observer Newsletter
  - Worst Worked Match of the Year (2009) vs. Jenna Morasca op Victory Road.